# Ophthalmolabus parilis
Ophthalmolabus parilis is een keversoort uit de familie bladrolkevers (Attelabidae). De wetenschappelijke naam van de soort werd in 1956 gepubliceerd door Eduard Voss.